# Graham Leggat
Graham Leggat (Aberdeen, 20 giugno 1934 – 29 agosto 2015) è stato un giornalista, allenatore di calcio e calciatore scozzese, di ruolo attaccante.

## Biografia
Nativo della Scozia, durante gli ultimi anni di carriera in Inghilterra fu contemporaneamente impiegato della Rank Xerox.
Dopo aver lasciato la guida dei Metros in Canada, divenne addetto alle pubbliche relazione della Carling O’Keefe. Nello stesso periodo Leggat iniziò la sua lunga carriera come commentatore di calcio e giornalista per emittenti e giornali canadesi.
Nel 1986 fu vice-presidente e general manager degli Edmonton Drillers. Nel 2001 è stato inserito nel Canada’s Soccer Hall of Fame.
Sposato con Marilyn, ha avuto due figli, Karen e Graham Jr.

## Caratteristiche tecniche
Leggat era un'ala destra molto efficace in attacco, segnando nei campionati britannici più di 200 gol in circa 400 partite, imponendosi come uno dei migliori giocatori scozzesi in quel ruolo.

## Carriera

### Club
Sin dall'età di 10 anni si fece notare come uno dei più importanti prospetti del calcio scozzese. Dopo aver iniziato nelle selezioni scolastiche, a 17 anni viene ingaggiato dal Banks O'Dee e poi nel 1953 dall'Aberdeen.
Esordì con i Dons nel settembre dello stesso anno dopo aver inizialmente militato nella seconda squadra, divenendo da quel momento in poi titolare inamovibile. Contribuì in maniera importante alla vittoria del primo titolo scozzese della sua squadra nella stagione 1954-1955, benché potesse allenarsi con il resto della squadra solo al sabato poiché per il resto della settimana era impegnato come studente al Jordanhill College di Glasgow. Vinse anche la Scottish League Cup 1955-1956, battendo in finale il St. Mirren.
Nel 1958 venne acquistato per £16.000 dagli inglesi del Fulham. Insieme a Jimmy Hill e Bobby Robson formava nei Cottegers un trio di "teste pensanti", che gestiva i tempi di gioco e le azioni della squadra.
Venne ceduto nel 1966 al Birmingham City, ove però incappò in un infortunio che ne limitò l'impiego.
Dopo un passaggio al Rotherham Utd e al Bromsgrove Rovers, divenne allenatore delle giovanili dell'Aston Villa.
Nel 1971 si trasferì in Canada per divenire allenatore-giocatore nei Toronto Metros, franchigia della North American Soccer League. Leggat fece ingaggiare dai canadesi alcuni giocatori che aveva avuto all'Aston Villa. Mantenne l'incarico sino alla stagione seguente venendo sostituito a torneo in corso dal portoghese Artur Rodrigues, che sino a quel momento era stato suo assistente.

### Nazionale
Leggat esordisce contro l'Inghilterra nel Torneo Interbritannico 1956. Con la nazionale scozzese ha partecipato al Campionato mondiale di calcio 1958, giocato in Svezia. 
Ha inoltre vinto due edizioni del Torneo Interbritannico, nel 1956 e 1960.

## Statistiche

### Cronologia presenze e reti in nazionale
| Cronologia completa delle presenze e delle reti in nazionale ― Inghilterra | Cronologia completa delle presenze e delle reti in nazionale ― Inghilterra | Cronologia completa delle presenze e delle reti in nazionale ― Inghilterra | Cronologia completa delle presenze e delle reti in nazionale ― Inghilterra | Cronologia completa delle presenze e delle reti in nazionale ― Inghilterra | Cronologia completa delle presenze e delle reti in nazionale ― Inghilterra | Cronologia completa delle presenze e delle reti in nazionale ― Inghilterra | Cronologia completa delle presenze e delle reti in nazionale ― Inghilterra |
| Data                                                                       | Città                                                                      | In casa                                                                    | Risultato                                                                  | Ospiti                                                                     | Competizione                                                               | Reti                                                                       | Note                                                                       |
| -------------------------------------------------------------------------- | -------------------------------------------------------------------------- | -------------------------------------------------------------------------- | -------------------------------------------------------------------------- | -------------------------------------------------------------------------- | -------------------------------------------------------------------------- | -------------------------------------------------------------------------- | -------------------------------------------------------------------------- |
| 14-4-1956                                                                  | Glasgow                                                                    | Scozia                                                                     | 1 – 1                                                                      | Inghilterra                                                                | Torneo Interbritannico 1956                                                | 1                                                                          |                                                                            |
| 20-10-1956                                                                 | Cardiff                                                                    | Galles                                                                     | 2 – 2                                                                      | Scozia                                                                     | Torneo Interbritannico 1957                                                | -                                                                          |                                                                            |
| 5-10-1957                                                                  | Belfast                                                                    | Irlanda del Nord                                                           | 1 – 1                                                                      | Scozia                                                                     | Torneo Interbritannico 1958                                                | 1                                                                          |                                                                            |
| 7-5-1958                                                                   | Glasgow                                                                    | Scozia                                                                     | 1 – 1                                                                      | Ungheria                                                                   | Amichevole                                                                 | -                                                                          |                                                                            |
| 1°-1-1959                                                                  | Varsavia                                                                   | Polonia                                                                    | 1 – 2                                                                      | Scozia                                                                     | Amichevole                                                                 | -                                                                          |                                                                            |
| 8-6-1958                                                                   | Västerås                                                                   | Scozia                                                                     | 1 – 1                                                                      | Jugoslavia                                                                 | Mondiali 1958                                                              | -                                                                          |                                                                            |
| 11-6-1958                                                                  | Norrköping                                                                 | Paraguay                                                                   | 3 – 2                                                                      | Scozia                                                                     | Mondiali 1958                                                              | -                                                                          |                                                                            |
| 18-10-1958                                                                 | Cardiff                                                                    | Galles                                                                     | 0 – 3                                                                      | Scozia                                                                     | Torneo Interbritannico 1959                                                | 1                                                                          |                                                                            |
| 5-11-1958                                                                  | Glasgow                                                                    | Scozia                                                                     | 2 – 2                                                                      | Irlanda del Nord                                                           | Torneo Interbritannico 1959                                                | -                                                                          |                                                                            |
| 11-4-1959                                                                  | Londra                                                                     | Inghilterra                                                                | 1 – 0                                                                      | Scozia                                                                     | Torneo Interbritannico 1959                                                | -                                                                          |                                                                            |
| 6-5-1959                                                                   | Glasgow                                                                    | Scozia                                                                     | 3 – 2                                                                      | Germania                                                                   | Amichevole                                                                 | 1                                                                          |                                                                            |
| 27-5-1959                                                                  | Amsterdam                                                                  | Paesi Bassi                                                                | 1 – 2                                                                      | Scozia                                                                     | Amichevole                                                                 | 1                                                                          |                                                                            |
| 3-10-1959                                                                  | Belfast                                                                    | Irlanda del Nord                                                           | 0 – 4                                                                      | Scozia                                                                     | Torneo Interbritannico 1960                                                | 1                                                                          |                                                                            |
| 4-11-1959                                                                  | Glasgow                                                                    | Scozia                                                                     | 1 – 1                                                                      | Galles                                                                     | Torneo Interbritannico 1960                                                | 1                                                                          |                                                                            |
| 9-4-1960                                                                   | Glasgow                                                                    | Scozia                                                                     | 1 – 1                                                                      | Inghilterra                                                                | Torneo Interbritannico 1960                                                | 1                                                                          |                                                                            |
| 4-5-1960                                                                   | Glasgow                                                                    | Scozia                                                                     | 2 – 3                                                                      | Polonia                                                                    | Amichevole                                                                 | -                                                                          |                                                                            |
| 29-5-1960                                                                  | Vienna                                                                     | Austria                                                                    | 4 – 1                                                                      | Scozia                                                                     | Amichevole                                                                 | -                                                                          |                                                                            |
| 5-6-1960                                                                   | Budapest                                                                   | Ungheria                                                                   | 3 – 3                                                                      | Scozia                                                                     | Amichevole                                                                 | -                                                                          |                                                                            |
| Totale                                                                     |                                                                            | Presenze                                                                   | 18                                                                         |                                                                            | Reti                                                                       | 8                                                                          |                                                                            |

## Palmarès

### Club

#### Competizioni nazionali
- Campionato scozzese: 1

Aberdeen: 1954-1955
- Coppa di Lega scozzese: 1

Aberdeen: 1955-1956

### Nazionale
- Torneo Interbritannico: 2

1956, 1960